# Loránd Eötvös
Baron Loránd Eötvös de Vásárosnamény (maďarsky Vásárosnaményi Báró Eötvös Loránd; 27. července 1848, Budín – 8. dubna 1919, Budapešť) byl maďarský fyzik. Nejznámější jsou jeho práce v oblasti gravitace a povrchového napětí. Byl jedním z nejlepších experimentátorů přelomu 19. a 20. století.

## Život
Narodil se v roce 1848, v roce maďarské revoluce. Jeho otec József Eötvös byl významným básníkem, spisovatelem a liberálním politikem, který hrál významnou roli v maďarském intelektuálním a politickém životě. V době Lorándova narození zastával funkci ministra vlády.
Loránd Eötvös nejprve studoval práva, ale brzy přešel na studia fyziky, kterou odešel studovat do Heidelbergu a pruského Königsbergu. Po obdržení doktorátu se vrátil do Maďarska, kde po zbytek života působil na budapešťské universitě, nejdříve jako docent a od roku 1872 jako profesor. Mezinárodně známým se stal díky pracím v oblasti povrchového napětí kapalin (Eötvösův zákon) a inovátorskými experimenty při zkoumání gravitace.
Nejvýznamnějším počinem byly jeho vysoce přesné experimenty s torzními vahami, pomocí kterých dokázal působení Coriolisovy síly, především pak rovnost mezi tíhovou a setrvačnou hmotností. Tento důkaz ekvivalence obou hmotností posloužil Albertu Einsteinovi jako východisko pro budování obecné teorie relativity, za což ho Einstein ocenil formou děkovného dopisu.
Eötvös byl rovněž vášnivým horolezcem a rád jezdil na koni. Nebyl jen významným vědcem, ale také významnou společenskou osobností. V letech 1889–1894 byl předsedou Maďarské akademie věd a v letech 1894–1895 zastával funkci ministra kultury. Založil Maďarskou matematickou a fyzikální společnost.
Na jeho počest byla v roce 1950 budapešťská universita přejmenována na Universitu Loránda Eötvöse. Je po něm pojmenován také kráter Eötvös na odvrácené straně Měsíce. Jeho jméno nese také skalnatý dvojitý vrchol Cima di Eötvös (2825 m n. m.) na hřebenu Cadini di Misurina v Dolomitech.